# Đầu dò bán dẫn

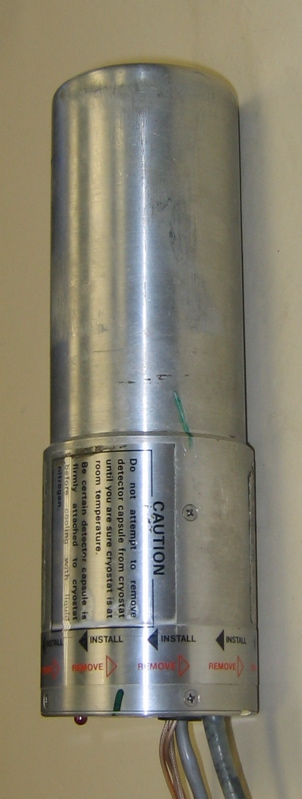
Đầu dò cho bức xạ gamma loại germani tinh thể trong vỏ đường kính khoảng 6 cm và dài 8 cm

Đầu dò bán dẫn là đầu dò sử dụng khối chất bán dẫn (thường là silic hoặc germani) để phát hiện bức xạ ion hóa như các hạt tích điện hay photon xâm nhập vào khối dò, và chuyển nó thành tín hiệu điện tử để có thể xử lý bằng mạch điện tử tương ứng .
Đầu dò bán dẫn được ứng dụng rộng rãi trong các máy dò và máy đo lường cường độ bức xạ hạt tích điện, tia X, tia gamma,... trong các nghiên cứu khoa học và trong an toàn bức xạ.

## Nguyên lý hoạt động
Trong đầu dò chất bán dẫn bức xạ ion hóa làm phát sinh các phần tử mang điện tự do, là các cặp lỗ trống - điện tử. Năng lượng cần thiết để tạo ra một cặp lỗ trống - điện tử là độc lập với năng lượng của bức xạ tới và đã được biết đến từ trước, thì việc đo số cặp lỗ trống - điện tử cho phép xác định cường độ bức xạ tới. Kết quả là một số electron được chuyển từ vùng hóa trị lên vùng dẫn, và một số lỗ trống đúng bằng như vậy được tạo ra trong vùng hóa trị.
Dưới tác động của điện trường ngoài, các điện tử và các lỗ trống đi đến các điện cực, dẫn đến tạo ra một xung điện có thể đo được bằng mạch điện tử bên ngoài, như được mô tả bởi định lý Shockley-Ramo. Các lỗ trống đi theo chiều ngược lại và cũng có thể đo được.. Mạch điện tử bên ngoài thu được xung điện có biên độ tỷ lệ với năng lượng bức xạ, còn số xung ứng với số hạt bức xạ xâm nhập được vào khối đầu dò.